# Tectodamaeus
Tectodamaeus es un género de ácaros de la familia Damaeidae. Es considerado un subgénero de Damaeus.

## Especies
- Tectodamaeus staryi (Miko & Ermilov, 2017)
- Tectodamaeus armatus Aoki, 1984
- Tectodamaeus bawanglingensis (Xie, Yan, Zhou & Yang, 2016)
- Tectodamaeus brevisetus (Wang, 1994)
- Tectodamaeus cuii (Wang & Lu, 1995)
- Tectodamaeus daliensis Xie & Yang, 2009
- Tectodamaeus exsertus (Wang, 1994)
- Tectodamaeus exspinosus (Wang & Norton, 1989)
- Tectodamaeus femurgibbus (Xie, Yan, Zhou & Yang, 2016)
- Tectodamaeus furcatus (Wang & Lu, 1995)
- Tectodamaeus heterotrichus Ermilov & Anichkin, 2014
- Tectodamaeus interlamellaris (Willmann, 1939)
- Tectodamaeus kuankuoshuiensis (Xie, Yan, Zhou & Yang, 2016)
- Tectodamaeus macropoda (Berlese, 1905)
- Tectodamaeus obscurusgibbus (Xie, Yan, Zhou & Yang, 2016)
- Tectodamaeus spiniger (Wang, 1994)
- Tectodamaeus subtilis (Canestrini, 1897)
- Tectodamaeus subtilisfinem (Xie, Yan, Zhou & Yang, 2016)
- Tectodamaeus truku Ermilov, 2021
- Tectodamaeus wulongensis (Wang & Cui, 1992)
- Tectodamaeus yaoi (Wang, 1994)